# 아말라이트
아말라이트(ArmaLite)는 1950년대 초 캘리포니아주 로스앤젤레스 할리우드에서 설립된 미국의 소화기 엔지니어링 회사이다. 수석 디자이너 유진 스토너가 고안한 많은 제품들은 독특한 폼 충전 유리섬유 개머리판 및 알루미늄 슬리브 안에 강철 라이너를 사용하는 복합 배럴을 사용했으며, 상징적인 AR-15/M16 계열도 포함된다. 원래 아말라이트는 1980년대에 사업을 중단했지만, 1996년 마크 웨스트롬에 의해 브랜드가 부활했다.
페어차일드 엔진 앤 에어플레인 코퍼레이션의 경량 화기 부문으로 시작된 아말라이트는 1954년에 공식적으로 법인화되었다. 스토너의 첫 번째 디자인인 AR-1 파라스나이퍼(1952년)는 비교적 성공적이지 못했다. 그러나 1956년 아말라이트가 항공 승무원 생존 소총 경쟁에 참여했을 때, AR-5와 AR-7 디자인이 생산되어 미군 일부에서 채택되었다. 1957년 아말라이트는 AR-10으로 NATO 표준 7.62 mm 구경의 새로운 미군 주력 전투소총 계약 경쟁에도 참여했다. 이 입찰은 실패했지만, 이 소총은 콜트와 네덜란드 회사 아르틸레리-인리히팅언의 관심을 끌었고, 두 회사 모두 AR-10 제조 라이센스를 획득했다.
1962년 페어차일드는 아말라이트에 대한 지분을 포기했고, 아말라이트는 독립 회사로 계속 운영되었다.
새로운 경량 고속 5.56 mm 탄약을 사용하는 AR-15는 스토너의 이전 디자인 특징을 포함했다. 재정적 압박으로 인해 아말라이트는 AR-15 디자인의 모든 권리를 콜트에 매각했으며, 콜트는 곧 미국 공군 보안군 (1962년)을 시작으로 이 무기에 대한 상당한 미군 및 법 집행 기관 계약을 확보했다. 콜트 제품의 변형은 1964년부터 미 육군의 주력 전투 소총으로, 소총, 구경 5.56 mm, M16으로 채택되었다. 1980년대까지 이는 많은 미국의 동맹국, 특히 북대서양 조약 기구 국가들의 군대에서도 채택되었다. M16은 2016년까지 미군의 주력 전투 소총으로 남아있었다. 더욱이, 그 대체품들은 종종 M16의 파생형(예: M4 카빈)이거나 다른 아말라이트 및 유진 스토너 디자인(예: M27 보병 자동소총)이었다.
아말라이트는 특히 AR-18 (또한 5.56 mm)에서 다른 성공을 거두었다. 그러나 이는 회사를 유지하기에 충분하지 않아 1980년대 초에 운영을 중단했다. 디자인 권리와 이름은 1996년 마크 웨스트롬이 구입하여 일리노이주 제네세오에 본사를 둔 아말라이트 사를 다시 시작했다. 2013년 웨스트롬은 아말라이트 사를 AWC 사일런서스, 서전 라이플스, 넥서스 암모, 맥밀런 파이어암스를 소유한 스트래티직 아모리 코퍼레이션에 매각했다. SAC는 화기 산업 내에서 시장 선도 기업을 인수하고 통합하기 위해 설립되었다. 2014년 멀티건 챔피언 토미 새커가 사장으로 임명되었다. 2015년 아말라이트는 AR-10과 M-15 플랫폼 화기를 포함한 18개의 신제품을 선보였다. 2018년 중반, 아말라이트는 피닉스로 이전했다. 2023년 중반을 기준으로 스트래티직 아모리 코퍼레이션과 그 자회사들(아말라이트 포함)은 브라이언/칼리지 스테이션, 텍사스에 본사를 두기로 이전했다.

## 역사
아말라이트는 록히드 코퍼레이션의 특허 고문이었던 조지 설리번이 설립하고 페어차일드 엔진 앤 에어플레인 코퍼레이션이 자금을 지원한 소화기 엔지니어링 회사로 시작했다. 할리우드의 산타 모니카 대로 6567번지에 있는 작은 기계 공장을 임대한 후, 설리번은 여러 직원을 고용하고 추락한 항공 승무원이 사용할 경량 생존 소총의 프로토타입을 개발하기 시작했다. 1954년 10월 1일, 회사는 아말라이트 코퍼레이션으로 법인화되어 페어차일드의 자회사가 되었다. 제한된 자본과 작은 기계 공장을 가진 아말라이트는 원래 총기 제조업체가 되려는 의도가 아니었으며 대신 다른 제조업체에 판매하거나 라이센스를 부여할 소화기 개념 및 디자인을 생산하는 데 중점을 두었다. 지역 사격장에서 아말라이트 생존 소총 디자인의 프로토타입을 시험하던 중 설리번은 재능 있는 소화기 발명가인 유진 스토너를 만났고, 설리번은 즉시 스토너를 아말라이트의 수석 설계 엔지니어로 고용했다. 스토너는 제2차 세계 대전에 참전한 미 해병대원이었고 소화기 전문가였다. 1950년대 초부터 그는 여가 시간에 총기 프로토타입을 만들면서 다양한 직업을 가졌다. 당시 아말라이트 사는 작은 조직이었다. 1956년 후반까지 스토너를 포함하여 단 9명의 직원만 있었다.
스토너를 수석 설계 엔지니어로 영입한 후, 아말라이트는 빠르게 여러 혁신적인 소총 아이디어를 발표했다. 생산에 채택된 최초의 아말라이트 개념은 .22 호넷 탄약을 사용하는 생존 소총인 AR-5였다. AR-5는 미국 공군에 의해 MA-1 생존 소총으로 채택되었다.
민수용 생존 무기인 AR-7은 나중에 출시되었고 .22 롱 라이플 탄약을 사용했다. AR-7은 AR-5와 마찬가지로 분해하여 부품을 개머리판에 보관할 수 있었다. 주로 합금으로 만들어진 AR-7은 플라스틱 폼으로 채워진 개머리판 디자인 덕분에 조립되었든 보관되었든 물에 뜬다. 1950년대 후반에 출시된 이래 헨리 리피팅 암스, 뉴저지주 베이온의 버겐 넥 반도에 있는 엘리자베스 동쪽을 포함하여 여러 회사에서 AR-7 및 파생 모델을 생산했다.
아말라이트 엔지니어들은 1955년과 1956년 대부분의 시간과 공학적 노력을 AR-10의 프로토타입 개발에 할애했다. 스토너의 네 번째 프로토타입을 기반으로, 스프링필드 조병창은 1956년 후반과 1957년에 두 개의 수제 AR-10을 시험하여 유서 깊지만 구식인 M1 개런드의 가능한 대체품으로 고려했다. 시험되지 않은 AR-10은 두 가지 다른 중요한 소총 디자인과 경쟁해야 했다. 하나는 M14가 된 업데이트된 M1 개런드 디자인인 스프링필드 조병창의 T-44였고, 다른 하나는 유명한 벨기에의 FN FAL 소총의 변형인 T-48이었다. T-44와 T-48은 개발 및 시험 테스트에서 AR-10보다 몇 년 앞서 있었다. T-44는 스프링필드 조병창 자체 디자인이라는 추가적인 이점도 있었다. 미국 육군은 결국 AR-10과 T-48 대신 T-44를 선택했다.
아말라이트는 할리우드 시설에서 제한적으로 생산된 소총을 기반으로 AR-10을 계속 판매했다. 제한적으로 생산된 거의 수제 소총은 "할리우드" 모델 AR-10이다. 1957년, 페어차일드/아말라이트는 AR-10에 대한 5년간의 제조 라이센스를 네덜란드 총기 제조업체 아르틸레리-인리히팅언 (AI)에 판매했다. AR-10의 공학 도면을 미터법으로 변환하면서 AI는 할리우드 버전의 AR-10이 여러 면에서 부족하다는 것을 발견하고 네덜란드 생산 기간 내내 AR-10에 많은 중요한 디자인 및 공학적 변경을 가했다. 총기 역사가들은 AI 라이센스 하의 AR-10 생산을 세 가지 식별 가능한 AR-10 버전으로 구분했다: "수단" 모델, "과도기" 모델, 그리고 "포르투갈" 모델 AR-10. 수단 버전은 약 2,500정의 AR-10 소총을 구매한 수단 정부에 판매된 것에서 이름을 얻었고, 과도기 모델은 현장에서 수단 모델을 사용한 경험을 바탕으로 추가적인 디자인 변경을 통합했다. 최종 AI 생산 AR-10인 포르투갈 모델은 포르투갈 공군에 낙하산병용으로 판매된 제품 개선 변형이었다. AI의 AR-10 생산량은 아말라이트의 할리우드 사업을 압도했지만, 해외 군대 판매가 어려워 여전히 제한적이었다. 과테말라, 미얀마, 이탈리아, 쿠바, 수단, 포르투갈은 자국 군대에 제한적으로 지급하기 위해 AR-10 소총을 구매했으며, 그 결과 4년 동안 총 10,000정 미만의 AR-10 소총이 생산되었다. 아말라이트는 AI가 제안한 디자인 변경 및 제품 개선을 결코 채택하지 않았다.
AR-10 판매에 실망한 페어차일드 아말라이트는 AI와의 관계를 종료하고 대신 미 공군의 요구 사항을 충족하기 위해 AR-10의 소구경 버전을 생산하는 데 집중하기로 결정했다. 할리우드에서 생산된 AR-10을 사용하여 프로토타입은 .223 레밍턴 (5.56 mm) 탄약을 수용하도록 크기가 축소되었다. 그 결과 유진 스토너, 짐 설리번, 밥 프리몬트가 설계하고 5.56 mm 구경을 사용하는 아말라이트 AR-15가 탄생했다. 아말라이트는 또한 AR-10을 다시 출시했는데, 이번에는 1956년의 원래 할리우드 프로토타입에서 파생된 디자인을 사용하고 AR-10A로 지정했다. 두 소총 모두 대량 생산이 불가능했기 때문에 아말라이트는 1959년 초에 두 디자인 모두 콜트에 라이센스를 부여했다. 또한 1959년 아말라이트는 본사와 엔지니어링 및 생산 공장을 캘리포니아주 코스타메사의 이스트 16번가 118번지로 이전했다.
AI에서의 불필요한 생산 지연과 저조한 AR-10 판매에 실망한 페어차일드는 아르틸레리-인리히팅언의 AR-10 생산 라이센스를 갱신하지 않기로 결정했다. 1962년, 주로 라이센스 비용에서 파생된 아말라이트의 미미한 이익에 실망한 페어차일드는 아말라이트와의 관계를 해산했다.
AR-10 및 AR-15 디자인이 콜트에 판매되면서 아말라이트는 잠재적 제조업체 및 최종 사용자에게 판매할 수 있는 실행 가능한 주요 보병 무기가 없게 되었다. 아말라이트는 7.62 mm 및 5.56 mm 구경의 일련의 저렴한 신형 소총 디자인을 개발했다. 7.62 mm NATO 소총은 AR-16으로 지정되었다. AR-16 및 새로 설계된 다른 아말라이트 소총들은 알루미늄 단조 대신 스탬프 및 용접 강철 구조를 가진 보다 전통적인 가스 피스톤 디자인을 사용했다. FN FAL, H&K G3, 미군 M14의 성공으로 인해 7.62 mm AR-16 (M16 소총과 혼동하지 말 것)은 프로토타입 수량으로만 생산되었다. 아말라이트는 또한 알루미늄 및 플라스틱 구조의 짧은 반동 원리에 기반한 5.5파운드, 2발 자동 장전 산탄총인 AR-17을 개발했다. 아말라이트는 약 1,200정만 생산했다.
1963년, AR-18 소총의 개발이 시작되었다. 이것은 AR-10과 AR-15에 사용된 스토너의 직접 가스 임피징먼트 시스템 대신 짧은 행정 가스 피스톤을 사용하는 새로운 가스 시스템을 갖춘 "소형화된" 5.56 mm AR-16이었다. 아트 밀러가 설계한 아말라이트는 AR-18과 함께 반자동 버전인 AR-180을 출시했다. 그러나 AR-15가 미군 및 다른 국가들에게 전 세계적으로 성공을 거두면서 AR-18은 빛을 보지 못했고, 상당한 주문을 확보하지 못했다. 미국과 그레이트브리튼섬에서 군사 시험 중 소총의 성능에 대한 비판에 대응하여 아말라이트는 원래 디자인에 몇 가지 사소한 개선을 가했지만 그 외에는 거의 아무것도 하지 않았다. 아말라이트는 코스타메사 시설에서 일부 AR-18 및 AR-180 소총을 제조했으며 나중에 하와 머시너리 컴퍼니에 일본에서의 생산 라이센스를 부여했다. 그러나 일본은 전투 국가에 군사형 무기 판매를 금지했다. 미국이 베트남 전쟁에 개입하면서 하와 공장에서의 생산은 제한되었다. 아말라이트는 그 후 영국 스털링 무기 회사에 영국 대거넘에서의 생산 라이센스를 부여했다. 판매량은 여전히 미미했다. 오늘날 AR-180은 아일랜드에서 아일랜드 공화국군 임시파가 암시장에서 소량의 소총을 입수하여 사용한 것으로 가장 잘 알려져 있다. AR-18의 가스 시스템과 회전 볼트 메커니즘은 현재 영국 기업 목록 (A-J)영국 소화기 계열인 SA80의 기초가 되었는데, 이는 본질적으로 불펍 구성의 AR-18인 XL65에서 파생되었다. 싱가포르 SAR 80 및 독일 G36을 포함한 다른 디자인들도 AR-18을 기반으로 한다.
AR-16의 파생형은 AR-100 시리즈였다. 이는 네 가지 변형이 있었다: 폐쇄 볼트 방식의 AR-101 소총과 AR-102 기총, 그리고 개방 볼트 방식의 AR-103 기총과 매거진 배출 기능이 있는 AR-104 경기관총. 아말라이트는 이 무기가 분대 화력과 기동성을 증가시키기 위한 것이라고 의도했다. 이는 채택되지 않았지만 울티맥스 100으로 이어졌다.
1970년대에 아말라이트는 사실상 모든 신형 소총 개발을 중단했고, 회사는 실질적으로 운영을 중단했다. 1983년, 아말라이트는 필리핀의 엘리스코 툴 매뉴팩처링 컴퍼니에 매각되었다. 코스타메사 공장의 AR-18 공구는 필리핀으로 넘어갔다. 동시에, 남아있는 아말라이트 직원 중 일부는 AR-17 및 AR-18의 남은 부품 재고를 인수했다. 엘리스코는 당시 필리핀 군대에서 사용 중이던 라이센스 생산 M16A1의 대체품으로 AR-18을 제안할 계획이었고, 이를 위해 디자인에 여러 가지 수정을 가했다. 네 가지 유형(AR 101, AR 102, AR 103, AR 104)의 프로토타입 20정이 제작되어 테스트 및 평가를 거쳤다. 총 3,500정의 소총(총칭 AR 시리즈 100)이 생산 승인을 받았다. AR 시리즈 100의 생산 계획은 1980년대 후반 엘리스코가 해산하고 자산을 청산하면서 완료되지 못했다.

### 아말라이트 브랜드의 부활

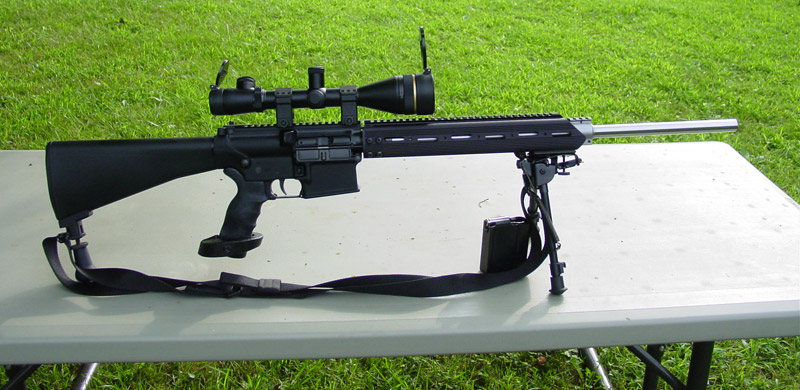
아말라이트 AR-10B

여러 소유자를 거친 후, 전 미 육군 탄약 장교이자 유진 스토너의 디자인 개념을 기반으로 한 7.62 NATO 저격소총의 발명가인 마크 웨스트롬이 1996년에 아말라이트 브랜드 이름과 사자 로고를 구입했다. 회사는 아말라이트 Inc.로 사업을 재개했다. 아말라이트는 일부 AR-15 및 AR-10 기반 소총뿐만 아니라 12.7 × 99 mm NATO 소총 (AR-50) 및 수정된 AR-180인 AR-180B(2009년 단종)를 생산했다. 2000년대 중반, 아말라이트는 AR-24 및 AR-26(두 권총 모두 단종)을 포함한 권총 라인을 도입한다고 발표했다.
2013년, 웨스트롬은 아말라이트 사를 AWC 사일런서스, 서전 라이플스, 넥서스 암모, 맥밀런 파이어암스를 소유한 스트래티직 아모리 코퍼레이션에 매각했다. 스트래티직 아모리 코퍼레이션은 총기 회사를 인수하고 통합하기 위해 설립되었다.

## 제품

### (1954~1983)
- AR-1 "파라스나이퍼", 볼트액션 소총 (1954년 프로토타입, 더 이상 개발되지 않음)
- AR-3, 7.62 × 51 mm NATO 선택 사격 전투소총 (프로토타입, 소총 디자인 특징을 위한 테스트베드로 사용)[19]
- AR-5, .22 호넷 볼트액션 생존 소총 (1954–1955), 공군의 표준 생존 소총 대체품으로 제출됨
- AR-7 "익스플로러", .22 롱 라이플 (.22 LR) 반자동 생존 소총
- AR-9, 반자동 12 게이지 산탄총 (1955년 프로토타입, AR-17의 선구자)
- AR-10, 7.62×51 mm NATO 선택 사격 전투소총 (1955–1959)
- AR-11, .222 레밍턴 선택 사격 소총 (프로토타입, AR-3의 소형 버전)
- AR-12, 7.62×51 mm NATO 선택 사격 전투소총[20]
- AR-14, .243 윈체스터, .308 윈체스터, 또는 .358 윈체스터 반자동 스포츠용 소총 (1956)[21][22][23]
- AR-15, .223 레밍턴 선택 사격 소총 (AR-10의 소형 버전이자 M16 소총의 선구자, 1956-1959년 제작)
- AR-16, 7.62×51 mm NATO 선택 사격 전투소총 (1959–1960)
- AR-17, 반자동 12 게이지 산탄총[24][25]
- AR-18, .223 레밍턴 선택 사격 소총 (AR-16의 소형 버전, 1962–1964년 제작)
- AR-180, .223 레밍턴 반자동 스포츠용 소총 (AR-18의 민수용 버전)

### (아말라이트 Inc. 1996~현재)
- AR-10B, .308 윈 반자동 소총 (1994~현재)
- AR-10A, .308 윈 반자동 소총 (2006~현재) (재설계된 AR-10 - 대부분의 부품은 AR-10B와 호환되지 않음)
- AR-10 슈퍼새스, .308 윈 반자동 저격 시스템 (2006~현재)
- AR-19, 9mm 피스톨 구경 기총 (20?-현재)
- AR-20, 12.7 × 99 mm NATO 단발 소총 (1998~1999)
- AR-22, Mk 19 40 mm 유탄 발사기용 공포탄 발사 장치 (1998~2008)
- AR-23, Mk 19 40 mm 유탄 발사기용 소구경 훈련 장치 (1998~2008)
- AR-24, 9 mm 피스톨 (2006~2012)
- AR-30, .308 윈, .338 라푸아 매그넘, .300 윈 매그 볼트액션 소총 (1999~2012)
- AR-30A1, .300 윈 매그, .338 라푸아 매그넘 볼트액션 소총 (2013~현재) (재설계된 AR-30; 대부분의 부품은 AR-30과 호환되지 않음)
- AR-31, .308 윈 볼트액션 소총 (2013~현재)
- AR-50, 12.7 × 99 mm NATO 단발 소총 (1998~현재)
- AR-180B, 5.56 mm 반자동 소총 (2001~2009)
- M-15, 5.56 mm 반자동 소총 (1994~현재)

## 같이 보기
- 아말라이트 소총 목록
- 현대 무기 제조업체 목록
- 아말라이트 및 투표함 전략
- 아말라이트 소총 사용 설명서 목록
- 아말라이트 소총 사양 시트 목록